# Денисов, Валентин Петрович
Валентин Петрович Денисов (род. 1 июля 1955, Загоскино, Ульяновская область) — российский политический деятель, депутат Государственной Думы ФС РФ четвёртого (2003—2007) и пятого созыва (2007—2011). Руководитель Россотрудничества в Азербайджане.

## Биография
Окончил экономический факультет Ульяновского сельскохозяйственного института, Академию общественных наук при ЦК КПСС, аспирантуру Всероссийского научно-исследовательского института экономики сельского хозяйства. В 2001—2002 — первый заместитель главы администрации Ульяновской области.

### Депутат госдумы
В 2003 году был избран в Государственную Думу РФ четвёртого созыва. Был членом фракции «Единая Россия», членом Комитета по аграрным вопросам; в 2007 году избран депутатом Государственной Думы РФ пятого созыва, где возглавлял комитет по аграрным вопросам.

## Награды
- Медаль ордена «За заслуги перед Отечеством» II степени (6 октября 2005 года) — за активное участие в законотворческой деятельности и многолетнюю плодотворную работу[3].